# Konsekwentnie
Konsekwentnie – czwarty studyjny album polskiego rapera Michała Buczka, znanego lepiej pod pseudonimem Z.B.U.K.U. Wydawnictwo ukazało się 26 października 2018 roku nakładem wytwórni muzycznej Step Records.

## Lista utworów
| Nr  | Tytuł utworu                                                                 | Produkcja              | Długość |
| --- | ---------------------------------------------------------------------------- | ---------------------- | ------- |
| 1.  | „Korzenie”                                                                   | Dryskull               | 2:56    |
| 2.  | „Dwa Światy”                                                                 | Trzybeatz              | 2:41    |
| 3.  | „Kim Jestem”                                                                 | MilionBeats            | 3:08    |
| 4.  | „Wolność” (Gościnnie: Grizzlee)                                              | MilionBeats            | 4:44    |
| 5.  | „Konsekwentnie”                                                              | PSR                    | 3:51    |
| 6.  | „Bardziej Stara Szkoła” (Gościnnie: TPS, Śliwa)                              | DNA                    | 3:56    |
| 7.  | „Serce Do Zwrotek” (Gościnnie: Bajorson, Jongmen)                            | Worek & Michał Graczyk | 5:58    |
| 8.  | „eRAPe” (Gościnnie: Kobik, Sztoss)                                           | PSR                    | 3:35    |
| 9.  | „Wartości” (Gościnie: Małach/Rufuz)                                          | Worek x PSR            | 4:15    |
| 10. | „Coś Ze Mną Nie Tak”                                                         | PSR                    | 3:36    |
| 11. | „Mamy To” (Gościnnie: Kaen)                                                  | MilionBeats            | 3:13    |
| 12. | „Dionizos”                                                                   | Lema                   | 4:07    |
| 13. | „Molotov” (Gościnie: Jano PW, Kacper HTA)                                    | PSR                    | 3:39    |
| 14. | „Ostatni Drink”                                                              | Johnny Black           | 2:49    |
| 15. | „Tylko Ty” (Bonus Track)                                                     |                        | 3:41    |
| 16. | „Wolność” (Gościnnie: A.Borowska, K.Bijoś, M.Bojarski, S.Dynek; Bonus Track) | MilionBeats            | 4:44    |
|     |                                                                              |                        | 1:00:53 |

## Listy sprzedaży
| Lista | Kraj   | Pozycja |
| ----- | ------ | ------- |
| OLiS  | Polska | 11      |